# ملالو (مشكين شهر)
ملالو هي قرية في مقاطعة مشكين شهر، إيران. عدد سكان هذه القرية هو 92 في سنة 2006.